# Infinite Guitar
 (décembre 2022).
Si vous disposez d'ouvrages ou d'articles de référence ou si vous connaissez des sites web de qualité traitant du thème abordé ici, merci de compléter l'article en donnant les références utiles à sa vérifiabilité et en les liant à la section « Notes et références ».

Infinite Guitar est une guitare électrique modifiée créée par Michael Brook afin de permettre à une note d’être maintenue avec un sustain infini (d’où son nom). Il consiste en un circuit électronique qui capte le signal d'un micro de guitare standard, l'amplifie et le renvoie dans une bobine de micro séparée. Lorsqu'il est configuré et utilisé correctement, il en résulte une note continue qui peut être utilisée telle quelle ou traitée pour créer de nouveaux sons ou émuler des instruments traditionnels.
En plus de son propre instrument, basé sur une copie Tokai d'une Stratocaster, Brook a produit deux autres guitares Infinite. L'une appartient à Daniel Lanois et l'autre à The Edge de U2, qui l'a utilisé pour enregistrer With or Without You en 1987.
Ce principe a fait l’objet de litiges en matière de brevets dans le passé et est (ou était) disponible dans le commerce sous plusieurs formes, notamment le Kramer Floyd Rose Sustainer, le Fernandes Sustainer et le Guitar Resonator.